# عشق لطمه می‌زند
عشق لطمه می‌زند (به انگلیسی: Love Hurts) یک فیلم کمدی عاشقانه محصول سال ۲۰۰۹ با نویسندگی و کارگردانی بارا گرانت است.
ستارگانی چون ریچارد ای گرانت، کری-ان ماس، جانی پاسکار، جنا الفمن، جانین گاروفالو و کمرین منهایم در این فیلم ایفای نقش می‌کنند.

## خلاصه
دکتر بن بینگهام (ریچارد ای گرانت) یک دکتر گوش، حلق و بینی میانسال است که پس از اینکه همسرش آماندا (کری-ان ماس) او را ترک کرد، افسرده و الکلی می‌شود. او با پیژامه و لباس خواب در خیابان‌های اطراف قدم می‌زند تا زمانی که پسرش جاستین (جانی پَکار) پدر را بازپروری کرده و او را به صحنه اجتماعی معرفی می‌کند. زمان درازی نگذشته بود که بن به اندازه‌ای محبوب شد که توسط پرستارش، مربی شخصی اش، و خواهران دوقلوی کارائوکه دوست را دنبال شد. با این حال، همه چیز به سرعت تغییر یافت و جاستین عاشق شد و نوبت بن بود که به فرزند خود آموزش هنر عاشقی بدهد و در این فرایند عشق همسرش به خود را دوباره پس بگیرد.

## بازیگران
- ریچارد ای گرانت در نقش بن بینگهام
- کری-ان ماس در نقش آماندا
- جانی پاکار در نقش جاستین بینگهام
- جنا الفمن در نقش دارلین
- جانین گاروفالو در نقش هانا روزنبلوم
- کمرین منهایم در نقش گلوریا
- جولیا وث در نقش آماندای جوان
- آنجلا سارافیان در نقش لایلا
- جفری نردلینگ در نقش کورتیس
- ایوون زیما در نقش آندریا
- الگا فوندا در نقش والریا
- ریتا رودنر در نقش دکتر لیزا لاونتورپ
- جیم ترنر در نقش دکتر
- کامرون ون هوی در نقش بن جوان
- کندیس آکولا در نقش شارون